# Trigonoorda trygoda
Trigonoorda trygoda is een vlinder uit de familie van de grasmotten (Crambidae), uit de onderfamilie van de Odontiinae. De wetenschappelijke naam van deze soort is voor het eerst voorgesteld als Psammotis trygoda door Edward Meyrick in een publicatie uit 1897.
De soort komt voor in Australië (Queensland).